# Clase Isokaze
La Clase Isokaze (磯風型駆逐艦 Isokazegata kuchikukan?) fue una clase de destructores compuesta por cuatro unidades, que sirvieron en la Armada Imperial Japonesa durante la Primera Guerra Mundial, siendo retirados del servicio en 1935. 

## Características
Construidos entre 1915 y 1917, el diseño del casco se basaba en el de la precedente Clase Umikaze, ligeramente incrementado en desplazamiento y tamaño. Otras diferencias eran la reducción de chimeneas a tres, y la ligera inclinación de las mismas. El armamento también se vio incrementado, con cuatro piezas independientes en línea de crujía, dos a proa y otras dos a popa. Del mismo modo se equiparon tres montajes dobles lanzatorpedos.
La propulsión estaba encargada a turbinas de vapor en todos los casos, pero los Amatsukaze y Tokitsukaze emplearon turbinas Brown-Curtis, mientras que los dos restantes, Isokaze y Hamakaze equipaban turbinas Parsons.
El Tokitsukaze sufrió un accidente y se partió por la mitad el 30 de marzo de 1918. Pese a ello, fue reflotado, puesto nuevamente en grada y reparado, siendo asignado nuevamente el 17 de febrero de 1920. Cuando la clase al completo fue retirada del servicio en 1935, el Tokitsukaze fue conservado como buque de entrenamiento, siendo finalmente desguazado en 1948.

## Destructores de la ClaseIsokaze
- Isokaze
- Hamakaze
- Amatsukaze
- Tokitsukaze